# Nízhneye Uchderé
Nízhneye Uchderé (del ruso: Нижнее Учдере) es un seló del distrito de Lázarevskoye de la unidad municipal de la ciudad de Sochi del krai de Krasnodar, en el sur de Rusia. Está situado en las colinas alrededor del curso bajo del río Uchderé en el mar Negro, 15 km al noroeste del centro de Sochi y 158 km al sureste de Krasnodar, la capital del krai. Tenía 1 425 habitantes en 2010.
Pertenece al ókrug rural Verjnelooski.

## Transporte
En la parte cercana al mar del seló se halla la plataforma ferroviaria Gorni Vozduj, que se abrió en 1918, de la línea Tuapsé-Sujumi de la red del ferrocarril del Cáucaso Norte y la carretera federal M27 Dzhubga-frontera abjasa.